# Aborygenek długoczuby

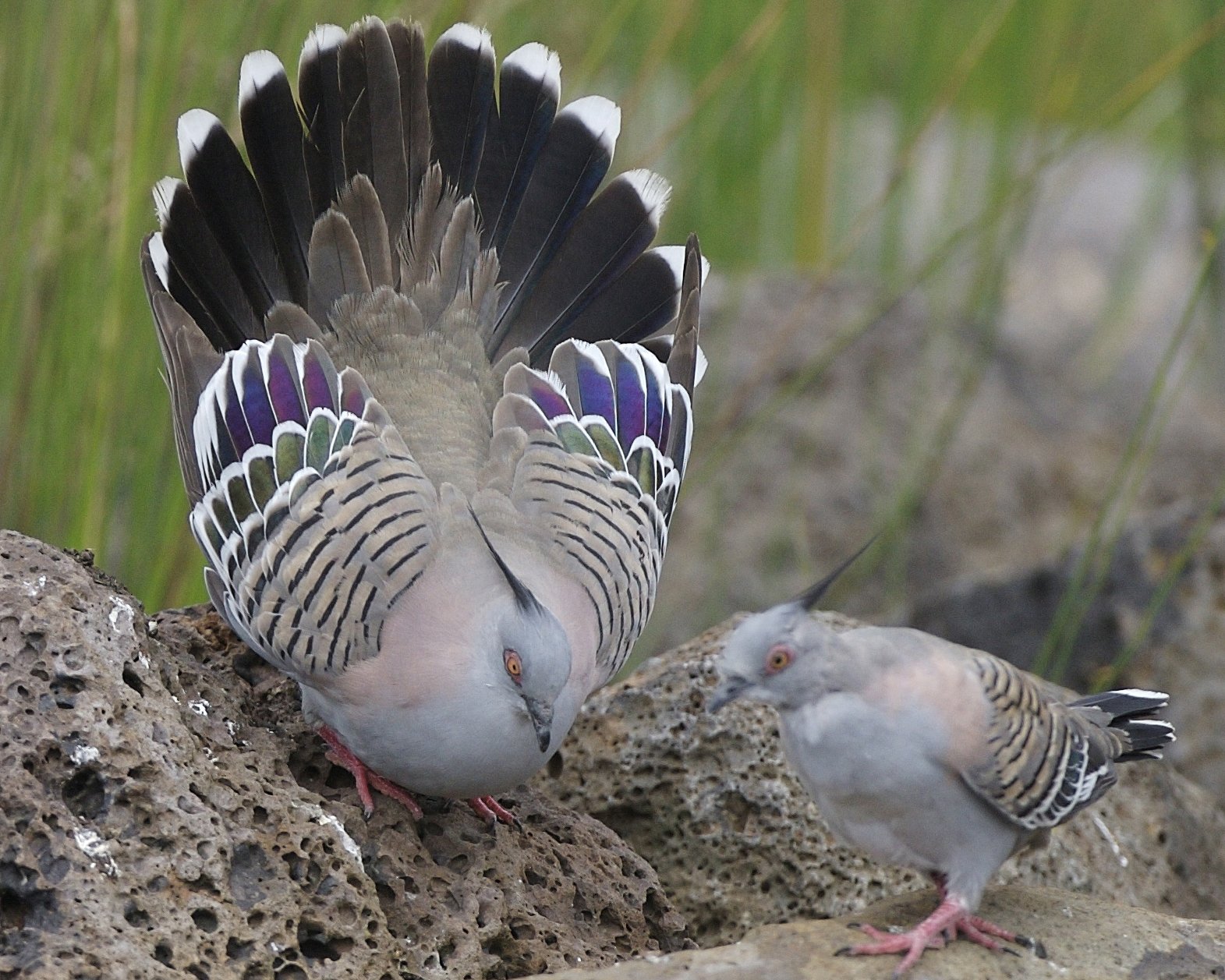
Samiec (po lewej) tokujący przed samicą.

Aborygenek długoczuby, gołąbek długoczuby (Ocyphaps lophotes) – gatunek średniej wielkości ptaka z rodziny gołębiowatych (Columbidae). Zamieszkuje endemicznie Australię, gdzie jest ptakiem pospolitym. Nie występuje tylko na porośniętych dżunglą krańcach północnych kontynentu oraz na całkowicie pozbawionych wody obszarach pustynnych środkowej i południowej Australii. W Europie hodowany jako ptak ozdobny.
SystematykaJedyny przedstawiciel rodzaju Ocyphaps zaliczanego do podrodziny treronów (Raphinae). Przez niektórych autorów bywał umieszczany w rodzaju Geophaps. Najbliżej spokrewnionym gatunkiem jest aborygenek lancetoczuby (Geophaps plumifera). Wyróżnia się dwa podgatunki O. lophotes:
- O. l. whitlocki Mathews, 1912 – północno-zachodnia Australia
- O. l. lophotes (Temminck, 1822) – północno-wschodnia, środkowa, południowa, wschodnia Australia

Cechy gatunkuSamiec i samica mają jednakowe ubarwienie: popielate gardło, pierś i brzuch, głowa i wierzch ciała sinoszary, boki u nasady szyi z fioletowym nalotem. Charakterystyczny długi, ciemny i wąski czub na głowie. Wokół oka gruba, czerwona obwódka. Skrzydła szarobrązowawe, jasne, w wyraźne czarne prążki. Na każdym skrzydle turkusowe lusterko i sąsiadujący z nim fioletowy rząd piórek. Ogon ciemny, prawie czarny z białymi krawędziami sterówek. Charakterystyczne, krótkie skoki kontrastują z długimi, silnymi palcami nóg.
Wymiary średnieDługość ciała 31–36 cm; masa ciała 150–250 g.
BiotopPreferuje głównie przestrzenie otwarte: łąki, pola uprawne i rzadsze lasy. Występuje często w pobliżu siedzib ludzkich, także na polach golfowych, w parkach.
PożywieniePrzede wszystkim znajdowane na ziemi nasiona i młode pędy roślin. Zjada wiele nasion szkodliwych chwastów.
ZachowaniePtak osiadły, przebywa parami lub w niewielkich grupach. Żeruje na ziemi, skąd zrywając się głośno, uderza skrzydłami, wydając metaliczne dźwięki, wyraźnie też słychać świst poruszanych skrzydeł. Służy to zarówno za sygnał ostrzegawczy dla pozostałych ptaków, jak i odwrócenie uwagi drapieżnika od osobników, które są jeszcze na ziemi.
RozmnażaniePodczas zalotów samiec wydaje przytłumione, niskie dźwięki brzmiące jak wump wump. Rozpościera też skrzydła i ogon i wykonuje skłony głową. Para buduje płytkie gniazdo wśród wysokich krzewów lub na drzewie, nie wyżej niż 3 metry nad ziemią. Samica składa 2 błyszczące jaja. Wysiaduje je sama, choć czasem zdarza się, że bierze w tym udział również samiec. Pisklęta wylęgają się po 18 dniach i pozostają w gnieździe 3 tygodnie. Po jego opuszczeniu są dokarmiane przez rodziców jeszcze około 15 dni.
StatusMiędzynarodowa Unia Ochrony Przyrody (IUCN) uznaje aborygenka długoczubego za gatunek najmniejszej troski (LC – Least Concern) nieprzerwanie od 1988 roku. Trend liczebności populacji uznaje się za wzrostowy.